# Jan Václav Flaška
Jan Václav Flaška, též Joannes de Deo Venceslaus Flasska nebo Joannes de Deo Venceslaus Flaschka (1708/9– 9. října 1783 Klatovy) byl klatovský regenschori.

## Život
Místo a přesné datum narození prozatím nezjištěno.
Dne 5. října 1761 se v Klatovech oženil s Marií Annou Schuchovou. Zemřel v Klatovech.
Funkci regenschoriho klatovského děkanského kostela vykonával v letech 1739–1783. Díky tomuto postavení měl rozhodující vliv na formování hudebního repertoáru hlavní městské svatyně, a tudíž celého města po více než čtyři desetiletí, kdy se cesty evropské hudby ubíraly od baroka ke klasicismu.

## Dílo
Dosud jedinou známou Flaschkovou skladbou je jeho Reqviem ex Dis prozrazující vlivy pražských skladatelů počátku 18. století (Wentzely, Jacob, Gayer) bylo provedeno v obnovené premiéře Kolegiem pro duchovní hudbu a orchestrem Consortium musicum v roce 2016.